# Slaget vid Oravais
Slaget vid Oravais var ett fältslag under finska kriget. Det utkämpades den 14 september 1808 vid byn Oravais i södra Österbotten, mellan en svensk armé på 5 500 man under Carl Johan Adlercreutz och Wilhelm Mauritz Klingspor och en rysk armé på 7 000 man under Nikolaj Kamenskij. Slaget vid Oravais blev en avgörande rysk seger och tvingade den svenska armén att fortsätta sitt återtåg norrut. Förlusterna i döda och sårade uppgick till drygt 2 000 man på den svenska sidan 900 man på den ryska.

## Bakgrund
Tidigt under hösten 1808 stod det klart att den svenska sommaroffensiven hade misslyckats och den svenske befälhavaren Adlercreutz rörde sig norrut med den svenska huvudarmén, bort från ryssarna och Nikolaj Kamenskij som följde hack i häl. Vid Oravais fann Adlercreutz utmärkta försvarspositioner för att fördröja ryssarnas framryckning, det vill säga en mindre häftig stridsform.

## Slaget

### Förspel

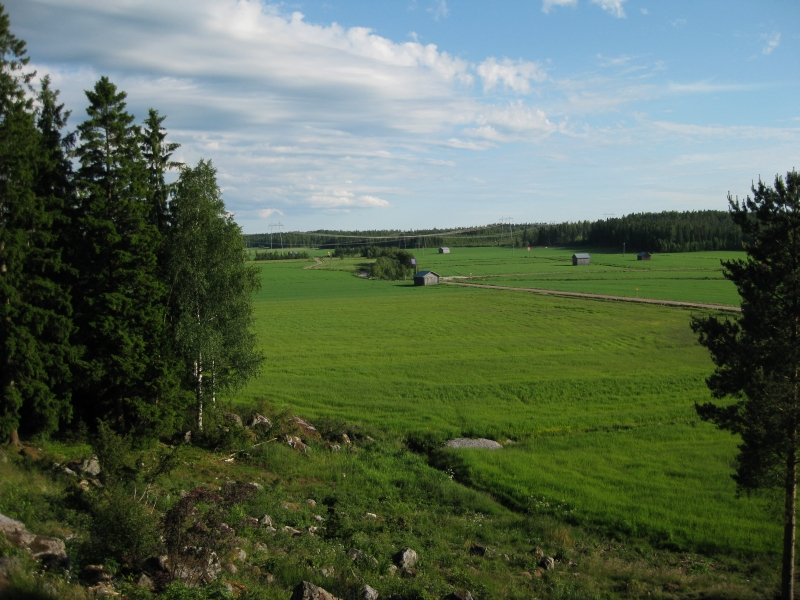
Slagfältet vid Oravais sett från Adlercreutz kommandoposition uppe på berget. Härifrån hade han god överblick över slagfältet. Ryssarna anlände till fältet i vägens riktning och den svenska armén stod uppställd längs skogskanten framför det öppna fältet.

Den 13 september hördes skottlossning norrifrån. Denna kom från Jutas, där Georg Carl von Döbeln stred mot en rysk styrka under Kirill Kazatjkovskij, som hade försökt gå runt och ringa in den svenska armén. Den striden blev en svensk seger. Natten mellan den 13:e och den 14:e slog den svenska armén läger i byn Oravais och en framskjuten vaktstyrka placerades längre söderut vid Lillträsk. Det var här som de första striderna utkämpades.
Omkring klockan fem på morgonen den 14 september 1808 bröts morgonlugnet av sporadisk skottlossning från vaktstyrkan. En rysk framskjuten styrka anföll redan Helsinge regementes utpost på vägen söder om huvudstyrkan. Ryssarna, under ledning av den legendariske kavalleriofficeren Jakov Kulnev, kastade tillbaka de svenska försvararna efter en intensiv strid nära Lillträsket. Efter att ha hållit stånd i flera timmar drog sig svenskarna tillbaka till huvudpositionen. Vid denna strid skadades den 15-årige svenske underlöjtnanten vid Svea artilleriregemente Wilhelm von Schwerin dödligt, medan han försvarade bron med sitt batteri, och skyddade därigenom den svenska taktiska reträtten. Han hyllas i en dikt som bär hans namn i Johan Ludvig Runebergs diktsamling Fänrik Ståls sägner.
Under hela skärmytslingen vid Lillträsket väntade huvuddelen av den svenska armén vid huvudställningarna. När sedan ryska förstärkningar anlände och den framskjutna svenska styrkan hade dragit sig tillbaka började Kulnev avancera mot den starka huvudställningen som Adlercreutz hade förberett. Detta var omkring klockan 10.00 på morgonen.
Det ryska 3:e Jägarregementet befann sig strax norr om vägen och Sevskregementet söder om vägen. Petrovskregementet och Permregementet befann sig längre söderut. Svenskarna hade bildat en linje vid skogskanten (huvudpositionen) och man förberedde gamla lador som starkfästen. De svenska reserverna stod mellan Oravais kyrka och huvudpositionen. Den svenska armén uppgick till omkring 5 500 man, medan ryssarna satte in mellan 6 000 och 7 000 man under stridigheterna. Ryska källor talar om en flotta av svenska kanonbåtar i bukten, men dessa är inte nämnda i de svenska källorna. Slaget var därmed förberett och omedelbart förestående.

### Ryska anfall
"Tusentals gevär öppnade eld från båda sidor om ån...ljusa krutröksmoln lade sig som ett täcke över de gröna fälten där de stridande rörde sig omkring som myror... det ryska artilleriet svarade med sådan framgång att kanonaden kan ha varit det tuffaste som jag hört", skrev  fänriken vid Upplands regemente Carl Johan Ljunggren senare. Kulnev ledde nu det ryska vänstra anfallet, såväl som hela armén, medan Demidov ledde det högra anfallet. Det faktum att Kulnev hade det övergripande befälet i detta skede av slaget är en intressant detalj eftersom Demidov hade en högre militär rang. Möjligen hade detta förhållande blivit beslutat av praktiska grunder.
Efter en intensiv artilleriduell började det ryska infanteriet avancera.Det första ryska avancemanget körde dock snabbt fast och den besvikne Kulnev överförde styrkor för att förstärka Demidovs högra kolumn. Demidov gick omedelbart till anfall på nytt men även detta slogs effektivt tillbaka av svenskarna. Vid denna tidpunkt gjorde det svenska Västerbottens regemente på eget initiativ ett katastrofalt motanfall. De möttes med en mördande eldgivning och när Savolaxbrigaden gick in för att hjälpa till möttes de av samma eldgivning med katastrofalt resultat. Kulnev försökte igen bryta den svenska linjen i ett tredje anfall, men utan framgång. Ryssarna kunde inte bryta den svenska försvarspositionen. Istället tunnades den ryska linjen successivt ut när mer rysk trupp överfördes till höger i ett försök att utflankera svenskarna. 

### Svenskt anfall
Situationen måste ha sett bra ut för Adlercreutz som bevittnade striden från sin kommandoposition. Den ryska centern var nu tillräckligt tunn för att ett svenskt motanfall skulle ha en katastrofal verkan för de ryska styrkorna. Adlercreutz beslöt att frångå sin plan och beordrade ett motanfall.
Omkring klockan 14:00 började det svenska anfallet. Adlercreutz motattack kom som en överraskning för ryssarna och svenskarna lyckades vinna mark. Svenskarna anföll den ryska centern i riktning mot vägen. Till en början var enbart Västmanlandsbataljonen och Upplandsbataljonen som deltog i överskridandet av ån, vid bron, men snart började hela den svenska armén röra sig mot ryssarna. Det svenska anfallet var så framgångsrikt att man lyckades erövra en kanon och att man trängde de ryska trupperna bak till Lillträsket där man hade stridit tidigare. Ryssarna drog sig nu tillbaka på grund av det svenska anfallet, men snart skulle situationen förändras.

### Krigslyckan vänder
De retirerande ryska trupperna möttes snart av färska, nya ryska enheter som anlände söderifrån. Dessa leddes av Usjakov och Kamenskij själv red med dessa. Kamenskij och Usjakov förde omedelbart sina trupper i strid.
När ryssarna återkom omkring klockan 17.00, började svenskarna lida brist på ammunition. Trots att man försökte hålla igång striden måste svenskarna se sig besegrade vid Lillträsket och man drog sig tillbaka till ursprungspositionerna längre norrut. Desperata strider tog vid efter att delar av den svenska armén blev fångade bakom de ryska linjerna och var tvungna att slå sig ut med kraft och bajonetter tillbaka till de svenska linjerna. Slaget var ännu inte avgjort till någons fördel när Adlercreutz återvände till startställningarna. Natten började nu falla och det skulle försvåra fortsatta stridigheter.
Nu fick ryssarna återigen initiativet. Kamenskij gav order om att man ånyo skulle försöka utflankera den svenska vänstern, och när detta väl hade satts igång påbörjade resten av den ryska armén ett fullskaligt anfall. Detta anfall bröt slutligen den svenska armén. Omkring klockan 22.00 på kvällen beslöt Adlercreutz att retirera norrut, i skydd av mörkret. Och reträtten blev ett spektakel.
"Under hela denna tid stod jag på en närbelägen kulle och bevittnade det fasansfulla skådespelet. Mot kvällen for jag och Jernefelt ner till en av bondgårdarna där vi tänkte tillbringa natten. Då kom nyheten att den svenska armén var i full reträtt. Det blev en fruktansvärd reträtt! Av vägen blev intet. Vi följde med trängen. Det regnade och mörkret var så kompakt att man knappt kunde se någonting framför sig [...] De svenska trupperna, av vilka soldater då som då kom genom skogen till trängen var i fullständig oordning. Inga officerare var kvar. De finska styrkorna bildade eftertrupp och retirerade i god ordning. De hade inte ens kanoner att täcka dem", sade Eric Gustaf Ehrström, ett ögonvittne som berättar om reträtten från Oravais i sin dagbok. Slaget hade varat i cirka femton timmar.

## Resultat
Många historiker har kritiserat Adlercreutz för hans katastrofala motattack och att han spelade ett högt spel när han äventyrade hela sin armés öde, på vad som synes varit ett verkningslöst kort, vid ett viktigt tillfälle när han visste att fiendens förstärkningar var i antågande. Detta till trots såg läget väldigt gynnsamt ut när han påbörjade motanfallet och ett lyckat sådant skulle ha krossat Kulnevs ryska ledelement och avskärmat Demidov från resten av armén. Det kunde ha blivit en katastrof för den ryska armén. Som så ofta i krig, satsade svenskarna högt på ett anfall som misslyckades.
Den svenska armén hade förlorat mer än 1 200 man i döda, skadade och krigsfångar, och ryssarna förlorade omkring 900 man. De strategiska effekterna av den svenska förlusten var omedelbara och enorma. Den besegrade armén var tvungen att retirera längre norrut och var snart tvungna att helt lämna Finland. Oravais var därför krigets vändpunkt.

## Stridsuppställning

### Svenska armén
- 5 500 man
- Fältmarskalk Wilhelm Mauritz Klingspor (befälhavare över de svenska styrkorna i Finland, men lämnade över befälet till general Carl Johan Adlercreutz vid Oravais).

Infanteri
- Upplands regemente (2 bataljoner)
- Västmanlands regemente (1 bataljon)
- Hälsinge regemente (3 bataljoner)
- Västerbottens regemente (1 bataljon)
- Uppland, Hälsinge och Västmanland jägare (6 kompanier)
- Österbottens regemente (1 bataljon)
- Savolax infanteriregemente (4:e brigaden) (2 bataljoner)
- Savolax jägarregemente (4:e brigaden) (2 bataljoner)
- Karelska jägarkåren (4:e brigaden)

Kavalleri
- Livgardet till häst (2 skvadroner)
- Karelska dragonkåren (1 skvadron)

Artilleri
- Svea artilleriregemente (6 sexpundskanoner)
- 1 fyrapundshaubits

### Ryska armén
- 6 000–7 000 man
- General Nikolaj Kamenskij (rysk befälhavare över huvudarmén)

Framskridna vakten under J. P. Kulnev
- Sevsk muskötregemente (2 bataljoner)
- 3:e Jägarregementet (2 bataljoner)
- Grodnos husarregemente (2 skvadroner)
- Donkosacker (100 man)

Styrkor under N. I. Demidov
- Petrovsks muskötregemente (2 bataljoner)
- Perms muskötregemente (2 bataljoner)

Reservtrupper under Usjakov
- Mogilovs muskötregemente (2 bataljoner)
- Litaueiska muskötregementet (2 bataljoner)
- 25:e Jägarregementet (1 bataljon)
- Grodnos husarregemente (1? skvadron)
- Polska lansiärregementet (1 skvadron)

Artilleri
- Överste Arguns artillerikompani (från 17:e artilleribrigaden)
- Överstelöjtnant Ziminskys artillerikompani (från 21:a artilleribrigaden)